# Plectaneia isalensis
Plectaneia isalensis är en oleanderväxtart som beskrevs av Jumelle. Plectaneia isalensis ingår i släktet Plectaneia och familjen oleanderväxter. Inga underarter finns listade i Catalogue of Life.